# خرس (فیلم ۱۹۷۰)
خرس (لهستانی: Lokis) یک فیلم ترسناک فانتزی لهستانی به کارگردانی یانوش مایفسکی است که در سال ۱۹۷۰ منتشر شد.

## بازیگران
- ادموند فتینگ
- ماوگوژاتا براونک
- هانا استانکوونا
- زوفیا مروزوفسکا
- گوستاو لوتکیه‌ویچ
- یوزف دوریاش